# Frida Kahlo
Frida Kahlo, teljes nevén: Magdalena Carmen Frida Kahlo y Calderón (Coyoacán, Mexikóváros, 1907. július 6. – Coyoacán, Mexikóváros, 1954. július 13.) mexikói festőművésznő, közéleti szereplő, a 20. századi Mexikó egyik legemblematikusabb alakja. José Luis Martínez, a Mexikói Külügyminisztérium kulturális ügyekért felelős államtitkára Kahlo műveinek 2018. évi budapesti kiállításán így méltatta a művészt: „Frida Kahlo művészete és művészeti öröksége izgalomban tartja a művészeket, antropológusokat, pszichológusokat és sok más csoportot is, többek között feministákat és marxistákat, marginális és nem marginális közösséget egyaránt.”

## Élete

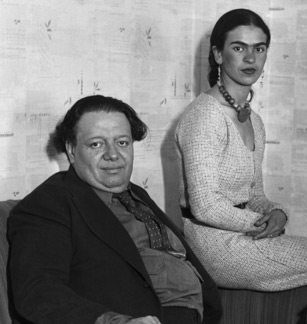
Diego Rivera és Frida Kahlo

Frida Kahlo (bár születési évét a mexikói forradalom tiszteletére 1910-ben jelölte meg) 1907-ben született Mexikóváros egyik külvárosában, Coyoacánban, a Kék Házban. Apai nagyszülei, Frida közlése szerint, magyarországi zsidók voltak, akik Németországba települtek, de újabb kutatások cáfolták az általa terjesztett legendát, mert semmi nyomát nem találtak sem a magyar, sem a zsidó családi kapcsolatnak. Apja valójában egy pforzheimi protestáns ékszergyártó családból származott. Frida apja, Guillermo (Wilhelm) Kahlo fényképész innen érkezett Mexikóba, ahol első felesége halála után elvette a spanyol-indián (mesztic) származású Matilde Calderón y Gonzálezt. Négy lányuk született, Frida volt a harmadik.
Frida Kahlo hatévesen járványos gyermekbénulásban betegedett meg, jobb lába deformálódott. Ezt leplezendő fiatal lányként előszeretettel öltözött férfiruhába, majd hosszú mexikói szoknyákba. A tehuana népviselet egész életében kedvenc öltözéke maradt. A család szűkösen élt, ezért a lányoknak már korán dolgozniuk kellett. Ennek ellenére Frida alapfokú iskolája elvégzése után az ország egyik legjobb középfokú intézményében tanulhatott, orvosnak készült. Ekkor került kapcsolatba a mexikói baloldal több jövendő vezetőjével.
1925. szeptember 17-én villamosba ütközött az a busz, amelyen Frida utazott, a balesetben egész életére kiható sérüléseket szenvedett. Csak sokára derült ki súlyos gerincsérülése, hónapokra gipszfűzőbe zárták. Az unalom és a fájdalom elől menekülve kezdett festeni. Egy, a baldachinos ágya mennyezetére szerelt tükörben nézhette magát, így festette első önarcképét. Megfestette barátai, rokonai portréját is.
1927 végén már aránylag normális életet tudott élni, és 1928-ban csatlakozott az önálló mexikói kultúra megteremtését célul kitűző művészek csoportjához. Ekkor ismerkedett meg a nála huszonegy évvel idősebb Diego Riverával, a neves festővel, akihez 1929. augusztus 21-én ment hozzá. Férje hatására erősödött meg benne az elhatározás, hogy végleg a festőművészetet válassza.
1930-tól 1933 végéig a házaspár az Egyesült Államokban élt, ahol Rivera több épületet díszített faliképeivel. Hamarosan a társasági élet ismert és kedvelt alakjai lettek. Frida, teherbe esett, de mivel az orvosok szerint a balesete miatt a gyermek kihordása veszélyes volt, vállalta a terhességmegszakítást, ahogy már korábban is. Ezúttal a gyógyszeres kezelés nem volt hatásos, így mégis vállalta a kockázatot, hogy gyereke lehessen, de végül elvetélt. Életének ezt a momentumát örökítette meg a Henry Ford Kórház (A repülő ágy) című képén. Kahlónak több vetélése és legalább három terápiás abortusza volt. Egyre jobban gyötörte a honvágy is, mivel az Államokat nyomasztónak érezte, bár technikai fejlettsége lenyűgözte.
Visszatérésük után Rivera, akinek addig is rendszeresen voltak házasságon kívüli kapcsolatai, Frida húgával, Cristinával kezdett viszonyt. Frida ezentúl nem érezte magára nézve kötelezőnek a házastársi hűséget, s nyílt viszonyt folytatott jó néhány ismert és kevésbé ismert férfival és nővel. Szeretői között ott találhatjuk a magyar származású Muray Miklóst, a Costa Rica-i Chavela Vargas énekesnőt, a német Heinz Berggruent és Lev Trockijt is, akinek a Rivera házaspár kérésére adtak menedékjogot Mexikóban. Neki ajánlotta 1937-ben az egyik legszebb, legragyogóbb önarcképét, a Függönyök között címűt.
Mivel Frida elsősorban magának festett, meglepte, hogy mások is érdeklődnek festményei iránt. 1937-ben több festővel együtt egy mexikói kiállításon mutatta be műveit, majd a következő évben New Yorkban nagy sikerű önálló kiállítása volt. Sok képet adott el, és sok megrendelést kapott. Gyűjtői között ott volt a híres színész, Edward G. Robinson is. A sikeren felbuzdulva 1939 tavaszán Párizsban is megnyílt a kiállítása, de ez nem váltotta be a hozzá fűzött reményeket. Frida nem kedvelte a szürrealista művészeket, és nyomasztónak találta Európát. De ő volt az első latin-amerikai festő, akitől képet vásárolt a Louvre (The Frame). Még ebben az évben Rivera kezdeményezésére elváltak, de a következő évben újra összeházasodtak. Ekkor Kahlo már neves, független művész volt, de férjéhez élete végéig mély érzelem kötötte, meg nem született gyermeke helyett iránta táplált anyai érzelmeket.
A második világháború éveiben egyre aktívabb lett, tanított, tagja lett a mexikói kultúrát támogató testületnek, részt vett a szürrealisták nemzetközi kiállításán. Gerince azonban egyre jobban fájt, újra acélfűzőt kellett viselnie; 1946-ban New Yorkban megműtötték. A műtét nem segített állapotán, súlyos depresszió gyötörte. Fel kellett hagynia a tanítással, de a politizálással nem: 1948-ban belépett a Mexikói Kommunista Pártba. 1950-ben hét operációt végeztek a gerincén, ettől kezdve kerekesszékbe kényszerült, és állandó fájdalomcsillapításra szorult. Ez képein is meglátszik: a korábbi finom ecsetkezelés, pontos kimunkálás helyett vastag festékréteg, pontatlan ecsetvonások jellemzik utolsó munkáit.
1953-ban amputálták jobb lábát, és nem hagyhatta el az ágyát. Ez nem akadályozta meg abban, hogy elmenjen első önálló mexikói kiállítására: mindenki legnagyobb meglepetésére ágyában fekve, díszes tehuana ruhában jelent meg a megnyitón. 1954 nyarán tüdőgyulladást kapott, ennek ellenére július 2-án részt vett egy tüntetésen, amelyen az Egyesült Államok guatemalai beavatkozása ellen léptek fel. Állapota egyre romlott, és július 12-éről 13-ára virradó éjjel meghalt. Bár az orvosok tüdőembóliát állapítottak meg, naplója néhány bejegyzése miatt nem zárható ki az öngyilkosság sem.

## Művészete
Frida Kahlo életét és munkásságát nem lehet megmagyarázni anélkül, hogy figyelembe ne vennék, hogy több mint száz évvel ezelőtt Mexikóban egy forradalom vette kezdetét, és az ország olyan liberális célországgá változott, amely a világ minden tájáról művészeket, írókat, fotósokat és filmkészítőket vonzott magához, egy olyan időszakban, amely Mexikó kulturális újjászületéseként ismert.

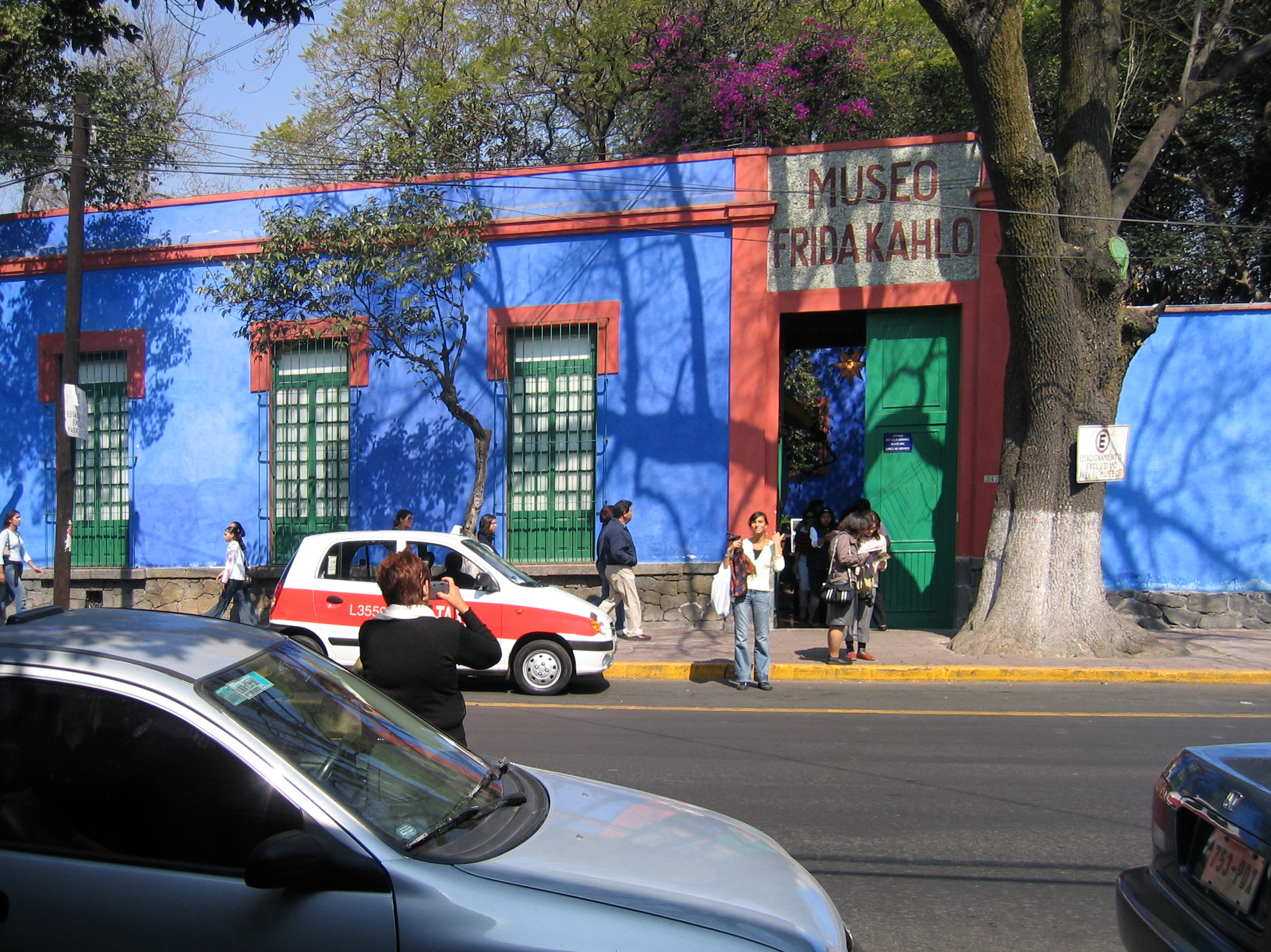
A Kék Ház Coyoacánban, ma a Frida Kahlo Múzeumnak (Museo Frida Kahlo) ad otthont

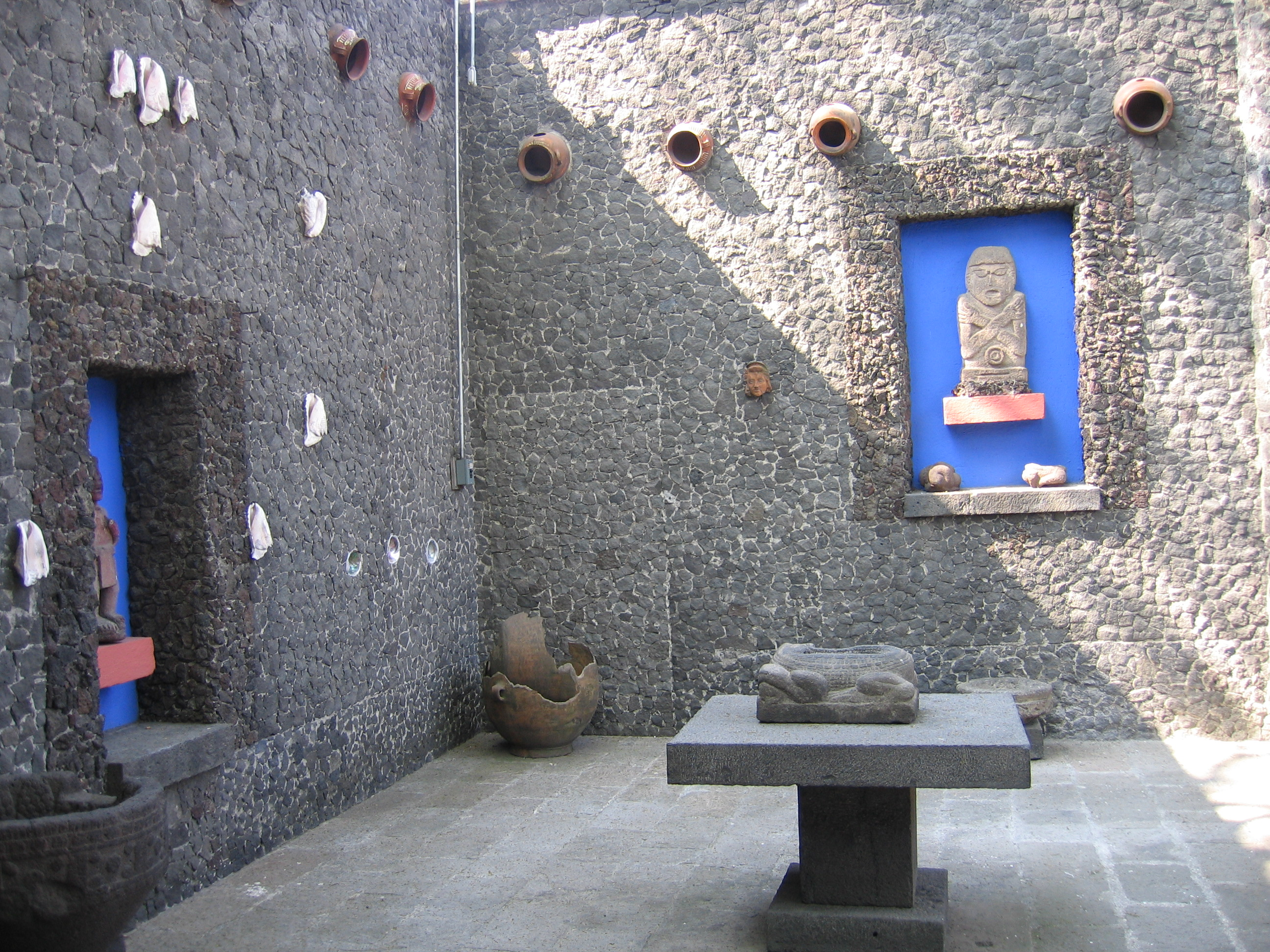
A Kék Ház udvara

Bár az első képei, portréi az európai festészet hagyományait követik, Kahlo későbbi művészetére, színvilágára, jelképrendszerére a mexikói művészet, a hagyományok és a prekolumbián kultúra hatott igen erősen (Diego Riverának jelentős gyűjteménye volt prekolumbián művészeti tárgyakból). Sokan Kahlót szürrealistának tekintik, de ez nem egyértelmű. Míg a szürrealisták az álmok homályos értelmű jelképeit használták festményeiken, s olykor teljesen elszakadtak a valóságtól, Kahlo szimbólumai általában könnyen megfejthetők, s utalnak a művész életének azon szakaszára, amelyben a mű született. Kahlo szinte valamennyi festménye önéletrajzi ihletésű.
Sok önarcképet festett, s ezt magányosságával magyarázta. Az arca maszkszerű, szinte semmiféle érzelem nem tükröződik rajta, az arcot körülvevő, jelképes értelmet hordozó tárgyak, állatok, a háttérben látszódó táj árulja el a kép igazi mondanivalóját, a művész pillanatnyi lelkiállapotát. Ő volt az első festő(nő), aki leplezetlenül ábrázolta a női testet, a szexualitást, és olyan élményeket, amelyeket csak a nők élhetnek át. A Henry Ford Kórház című kép az első, amely nyíltan szól a vetélésről, s ezt olyan formában, amely a fogadalmi képekről, a mexikói naiv művészek által készített vallásos tartalmú retablókról ismerős, de a szentek helyét más jelképek foglalták el. A fogadalmi táblákról vette át a szövegek feltüntetésének szokását is. Bár Kahlo egyházellenes volt (többek között helyeselte a templomok bezárását), sok szimbólumot használt a vallás jelképei közül. A törött gerinc című képén a fájdalom jelképei a testébe szúrt szögek, s feltűnik a fehér lepel is, amely Krisztus halotti leplére utal.
Az ősi azték mitológia is forrásául szolgált dualista szemléletével, hiszen ott állandó küzdelem folyik a napisten és az éjszaka istene között. Kahlo sok festményén felismerhető ez a kettős szemléletmód. A remény fája, Tarts ki! című képén a műtéttől legyengült Frida a nappalhoz, míg az erős Frida az éjszakához, a holdhoz, a nőiesség szimbólumához tartozik. A híres A két Frida című képen, amely válása után készült, a festő mint két különböző személyiségű asszony jelenik meg, amelyet egy ütőér köt össze.
Diego Riverával folytatott viharos házassága is sok képe élményanyagát adta. Az első közös képen, a Frida Kahlo és Diego Riverán, amely nem sokkal házasságuk után készült, Frida a neves festő szerény, gyenge feleségének ábrázolta magát. Később a megcsalatások és megcsalások sorát is megörökítette. Férje Cristinával folytatott viszonya feletti fájdalma a Csak néhány szúrás és az Emlék című képekben fejeződik ki. Az idő múlásával érzelmei megváltoztak. A világegyetem szerelmi ölelése, a Föld, Én, Diego és Señor Xólotl című képen, amelyet szintén a mexikói mitológia ihletett, egyszerre szól sok fájdalmat okozó meddőségéről és Rivera iránt táplált anyai érzelmeiről.
Utolsó éveiben is nagyon aktívan részt vett a közéletben, festményei egyre több politikai tartalmat hordoztak. A marxizmus gyógyír a betegségre című képe szinte vallásos marxizmusáról és Amerika-ellenességéről tanúskodik. Hite szerint a politikai meggyőződés megszabadíthatja őt és az emberiséget a fájdalomtól. Utolsó és befejezetlen műve, az 1954-ben készült „Önarckép Sztálinnal” (Autorretrato con Stalin) című képe volt. Különleges ruháit Diego Rivera a felesége 1954-es halála után is megőrizte egy szekrényben, amelyről senkinek nem beszélt.

## Híres képei
- Önarckép bársonyruhában (Autorretrato con traje de terciopelo), 1926, magángyűjtemény
- Miguel N. Lira portréja (Retrato de Miquel N. Lira), 1927, Tlaxcala, Instituto Tlaxcalteca de Cultura
- Cristina nővérem portréja (Retrato de Cristina, Mi Hermana), 1928, Caracas, Collection Otto Atencio Troconis
- Eva Frederick portréja (Retrato de Eva Frederick), 1931, magángyűjtemény
- Frida Kahlo és Diego Rivera (Frieda y Diego Rivera), 1931, San Franciscó-i Modern Művészetek Múzeuma
- Önarckép Mexikó és az Egyesült Államok határán (Autorretrato en la frontera entre México y los Estados Unidos), 1932, magángyűjtemény
- Henry Ford Kórház vagy A repülő ágy (Henry Ford Hospital), 1932, magángyűjtemény
- Önarckép nyaklánccal (Autorretrato con collar), 1933, magángyűjtemény
- Kiakasztott ruhám vagy New York (Allá cuelga mi vestido), 1933, San Francisco, Hoover Gallery
- Csak néhány szúrás (Unos cuantos piquetitos), 1935, Mexikóváros, magángyűjtemény
- Szüleim, nagyszüleim és én (Mis abuelos, mis padres, y yo), 1936, New York, Museum of Modern Art
- Lev Trockijnak dedikált önarckép vagy Függönyök között (Autorretrato dedicado a Leon Trotsky), 1937, Washington, The National Museum for Women in the Arts
- Emlék vagy A szív (Recuerdo), 1937, Párizs, magángyűjtemény
- Önarckép majommal (Autorretrato con mono), 1938, Buffalo, Albright-Knox Art Gallery
- Amit a vízben láttam vagy Amit a víz adott nekem (Lo que el agua me dio), 1938, Párizs, magángyűjtemény
- The Frame (Autorretrato – El marco), 1938, Párizs, Pompidou központ
- Dorothy Hale öngyilkossága (El suicidio de Dorothy Hale), 1938-39, Phoenix, Art Museum.
- A két Frida (Las dos Fridas), 1939, Mexikóváros, Museo de Arte Moderno
- Az anyaföld vagy Dadám és én (Dos desnudos en un bosque), 1939, magángyűjtemény.
- Önarckép tövises nyaklánccal (Autorretrato con collar de espinas), 1940, Austin, The University of Texas
- Dr. Eloessernek dedikált önarckép (Autorretrato dedicado al Dr. Eloesser), 1940, magángyűjtemény.
- Az álom vagy Az ágy (El sueño (La cama)), 1940, New York, magángyűjtemény
- A halálra gondolva (Pensando en la muerte), 1943, magángyűjtemény.
- Tehuana önarckép vagy Diegóra gondolva (Diego en mi pensamiento o Pensando en Diego), 1943, Mexikóváros, magángyűjtemény
- Doña Rosita Morillo arcképe (Retrato de Doña Rosita Morillo), 1944, Mexikóváros, magángyűjtemény
- A törött gerinc (La columna rota), 1944, Mexikóváros, Museo Frida Kahlo
- Mózes vagy A teremtés csírája (Moises), 1945, magángyűjtemény.
- A megsebzett szarvas vagy Én, a szegény kicsi szarvas (El venado herido), 1946, magángyűjtemény
- Nap és élet (El sol y la vida), 1947, Mexikóváros, Galería Arvil
- Önarckép kibontott hajjal (Autorretrato con el pelo suelto), 1947, magángyűjtemény.
- Önarckép (Autorretrato), 1948, magángyűjtemény
- Diego és én (Diego y yo), 1949, Chicago, magángyűjtemény
- A világegyetem szerelmi ölelése, a Föld, Én, Diego és Señor Xólotl (El abrazo de amor del universo, la tierra (México), yo, Diego, y el Señor Xolotl), 1949, Mexikóváros, magángyűjtemény
- Apám arcképe (Retrato de mi padre), 1951, Mexikóváros, Museo Frida Kahlo
- Az élet gyümölcse (Fruta de la vida), 1953, Mexikóváros, magángyűjtemény
- A marxizmus gyógyír a betegségre (El Marxismo dará salud a los enfermos), 1954, Mexikóváros, Museo Frida Kahlo
- Önarckép Sztálinnal vagy Frida és Sztálin (Autorretrato con Stalin), 1954, Mexikóváros, Museo Frida Kahlo

## Emlékezete

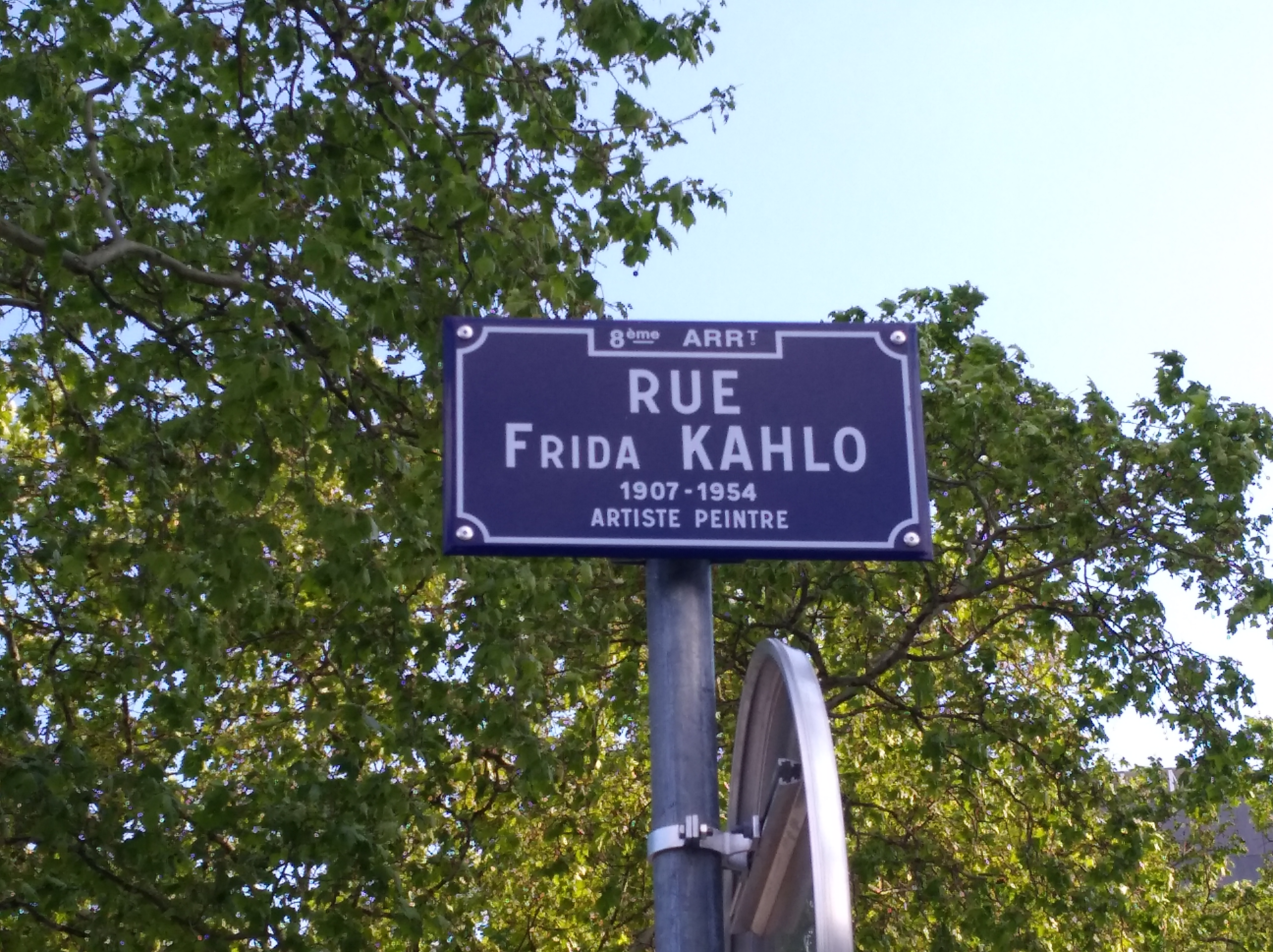
Lyoni utcanévtábla

- A Kék Házat, ahol született, és ahol 1941-től haláláig lakott, Diego Rivera a mexikói államnak adományozta. Itt nyílt meg 1958-ban a Frida Kahlo Múzeum.
- Életéről Frida címmel forgattak filmet Salma Hayek főszereplésével, amelyet 2002-ben mutattak be.[29]
- Lyon 8. kerületében utca viseli a nevét.

## Magyarul megjelent művei
- Napló; ford. Szabó T. Anna; Poket Publishing, Komárom, 2021 (Poket)